# Земский, Александр Николаевич
Александр Николаевич Земский (1 августа 1897, Павловское, Московская губерния — 2 февраля 1955, Москва) — советский архитектор и управленец. Руководитель треста «Мосгорпроект» (1945—1951) и института «Моспроект» (1951).

## Биография
Родился 1 августа 1897 года в деревне Павловское (ныне муниципальный округ Истра Московской области) (по другим данным — в Москве) в семье кузнеца-кустаря. После окончания начального училища в 1909 году поступил на подготовительное отделение Строгановского художественно-промышленного училища, а в 1910 году перешёл на основное отделение — декоративно-театральное. Учился у профессоров В. Е. Егорова и Ф. Ф. Федоровского. С 1916 года параллельно с учёбой работал помощником декоратора С. И. Иванова в Большом и Малом театрах и у художника К. Ф. Вальца, заведовавшего декорационными мастерскими государственных театров. В 1918 году окончил Строгановское художественно-промышленное училище, получив звание художника-декоратора, и в том же году был призван в РККА. Принимал участие в Гражданской войне, занимался политической работой.
Демобилизовавшись в 1925 году, два года проработал на строительстве в должности техника строительной конторы Хамовнического райсовета Москвы. В 1927 году вступил в ВКП(б).
Осенью 1927 года поступил на архитектурное отделение ВХУТЕМАСа. Окончил институт в 1931 году со званием инженера-архитектора, защитив дипломный проект на тему «Клуб со зрительным залом на 800 мест».
В 1931 году около полугода работал архитектором Военпроекта, где спроектировал ряд военных объектов. С этой работы он был отозван на должность заместителя директора по учебной части Московского архитектурного института (МАРХИ). Проработал на этой должности до 1933 года, параллельно занимаясь проектированием различных объектов для ЦАГИ.
С осени 1933 года работа в системе Архитектурно-планировочного управления Моссовета. До организации архитектурно-проектных мастерских Моссовета около года работал в мастерской А. В. Щусева, где помогал ему в разработке проекта реконструкции Ленинградского шоссе. Затем перешёл в мастерскую № 11 (руководитель М. В. Крюков). Там он выполнил проект станции метро «Красные Ворота» (2-я премия), проектировал жилые дома, построенные в Люблине. Затем перешёл в мастерскую № 10 (руководитель В. Д. Кокорин), где работал в должности архитектора-автора.
В 1935 году поступил на Факультет архитектурного усовершенствования Академии архитектуры СССР, который окончил в 1937 году. В 1939 году спроектировал и построил «Дом звукозаписи» в Москве (1939, Малая Никитская улица, дом 24, стр. 1; совместно с А. Г. Туркенидзе).
Весной 1941 года был назначен директором 2-й архитектурно-проектной конторы Моссовета. На этой должности в годы Великой Отечественной войны руководил проектированием газо- и бомбоубежищ.
В июле 1944 года году А. Н. Земский занял пост директора треста «Мосгорпроект», являвшегося ведущей организацией по проектированию и строительству в Москве. С 1944 года занимался проектированием сооружений для радиовещания, три таких объекта были осуществлены. В 1951 году на базе «Мосгорпроекта» был создан «Моспроект», ставший самой большой проектной организацией СССР. А. Н. Земский занимал должность директора «Моспроекта», пока в 1952 году его не сменил А. А. Осмер. Затем работал на руководящих должностях в Архитектурно-планировочном управлении города Москвы.
Член Союза архитекторов СССР с 1932 года. Заместитель председателя комиссии по приёму в члены Союза архитекторов (по московскому отделению). Член правления Архитектурного фонда Московского отделения Союза архитекторов в 1938—1940 годах. Принимал участие в выставках графических работ архитекторов, организованных Союзом архитекторов. Избирался депутатом Московского городского совета двух созывов (1947, 1950).
Жил в Москве по адресам: улица Кирова, дом 21, затем — улица Горького, дом 19. Умер в Москве 2 февраля 1955 года.

## Награды
- орден Трудового Красного Знамени[6]
- орден Отечественной войны II степени[6]
- грамота Моссовета[2]
- нагрудный знак «Отличник городского хозяйства Москвы»[2]
- Медаль «За оборону Москвы» (1944)[9]